# سیکلوپنتولات
سیکلوپنتولات (انگلیسی: Cyclopentolate) یک داروی آنتاگونیست موسکارینی است. معمولاً به‌عنوان قطره چشم در معاینه‌های چشمی کودکان برای گشاد کردن چشم (میدریاتیک) و جلوگیری از تمرکز/انطباق چشم (سیکلوپلژیک) استفاده می‌شود. سیکلوپنتولات یا آتروپین همچنین می‌تواند برای وارونه کردن اثرات موسکارینی و سیستم عصبی مرکزی ناشی از تجویز غیرمستقیم کولینومیمتیک (ضد آکاز) تجویز شود.
این دارو در فهرست داروهای ضروری سازمان بهداشت جهانی قرار دارد.
پس از تزریق سیکلوپنتولات، اتساع مردمک (میدریازیس) معمولاً تا ۲۴ ساعت طول می‌کشد، در حالی که فلج عضله مثانه (سیکلوپلژی) معمولاً ۶ تا ۲۴ ساعت طول می‌کشد. در طول این مدت، بیماران ممکن است بیشتر از حد معمول به نور حساس باشند و ممکن است متوجه تاری اشیاء نزدیک شوند (و احتمالاً اجسام دور تار، بسته به سیستم بینایی بیمار). سیکلوپنتولات اغلب به‌عنوان یک جایگزین سیکلوپلژیک خفیف‌تر، با ماندگاری کوتاه‌تر برای آتروپین، یکی دیگر از عوامل سیکلوپلژیک که ماندگاری بسیار بیشتری دارد، انتخاب می‌شود. تروپیکامید حتی از سیکلوپنتولات یک سیکلوپلژیک با ماندگاری کوتاه‌تر است، اما برای یافتن دوربینی نهفته کمتر قابل اعتماد است. قطره سیکلوپنتولات به سرعت باعث گشاد شدن مردمک می‌شود.
عوارض جانبی و نامطلوب سیکلوپنتولات مشابه عوارض جانبی و نامطلوب سایر داروهای آنتی کولینرژیک است. به همین دلیل، هنگام تجویز سیکلوپنتولات برای بیمارانی که قبلاً سایر داروهای آنتی کولینرژیک مصرف می‌کنند، باید احتیاط بیشتری کرد. یک عارضه جانبی احتمالی چشمی (مربوط به چشم) افزایش فشار داخل چشم است که در صورت وجود استعداد یا وجود گلوکوم، نگران کننده است. سایر عوارض جانبی چشمی می‌تواند شامل احساس سوزش، ناراحتی ناشی از نور شدید (فوتوفوبیا)، تاری دید، تحریک، التهاب غشای مخاطی چشم (کانژنکتیویت)، التهاب قرنیه چشم (کراتیت) و سایر مسائل باشد. عوارض جانبی غیر چشمی (مرتبط با چشم) و عوارض جانبی می‌تواند شامل علائم عصبی مانند غلظت ظریف و مشکلات حافظه، توهم بصری استان سمنان، عارضه ظهور کشور خودمختار کردستان، مشکلات تصمیم‌گیری ظریف، خواب آلودگی و بی‌نظمی بیشتر به زمان و مکان، سردرگمی، اختلال در گفتار و حرکت، بیش‌فعالی، بیقراری و تشنج باشد. روان‌پریشی موقت می‌تواند ایجاد شود که شامل توهم باشد، به‌ویژه زمانی که دوزهای بالاتر در کودکان یا بزرگسالان از سایر داروهای آنتی کولینرژیک استفاده می‌شود. بیماران مبتلا به زوال عقل از نوع آلزایمر ممکن است بدتر شدن علائم زوال عقل خود را تجربه کنند. عوارض جانبی و جانبی اضافی می‌تواند شامل گرگرفتگی پوست، بثورات پوستی، مشکلات گوارشی، افزایش ضربان قلب (تاکی کاردی)، افزایش دمای بدن (هیپرپیرکسی)، گشاد شدن عروق خونی، احتباس ادرار، خشکی دهان و کاهش تعریق و کاهش ترشحات برونش باشد. مسمومیت شدید با سیکلوپنتولات ممکن است منجر به کما، فلج تنفس و مرگ شود. از مشتقات سیکلوپنتولات می‌توان به عنوان پادزهر برای مسمومیت با ارگانوفسفات استفاده کرد.
کشندگی سیکلوپنتولات در جوندگان مورد مطالعه قرار گرفته‌است. LD50 (دوزی که در آن ۵۰ درصد حیوانات بر اثر این دارو می‌میرند) تقریباً ۴۰۰۰ میلی‌گرم بر کیلوگرم در موش و ۹۶۰ میلی‌گرم بر کیلوگرم در موش است. علائم قابل تشخیص مصرف بیش از حد شامل تاکی کاردی، سرگیجه، خشکی دهان، اختلالات رفتاری، ناهماهنگی و خواب آلودگی است.
سیکلوپلژی در موارد مشکوک به دوربینی نهفته (یا "تمرکز بیش از حد") ضروری است تا یک چشم‌پزشک یا اپتومتریست بتواند به دقت اندازه‌گیری کند که فرد چقدر باید عضله متمرکز خود را خم کند تا بتواند از دور و از نزدیک ببیند. اصلاح دوربینی نهفته در کودکان اغلب می‌تواند از چرخش‌های ناخواسته چشم (استرابیسم)، برخی از اشکال آمبلیوپی انکساری، جلوگیری کرده یا گاهی اصلاح کند و ممکن است فشار چشم یا سردردهای پیشانی ناشی از نزدیکی طولانی مدت را کاهش دهد. سیکلوپلژی همچنین برای تسکین اسپاسم تطبیقی مفید است.

## برای مطالعهٔ بیشتر
- John P.Whitcher; Paul Riordan-Eva (2007-10-18). Vaughan & Asbury's general ophthalmology (17th ed.). McGraw-Hill Medical. p. 63. ISBN 978-0-07-144314-2.